# Усамі Такасі
Такасі Усамі (яп. Takashi Usami, нар. 6 травня 1992, Наґаока-кьо) — японський футболіст, нападник клубу «Аугсбург» та національної збірної Японії. На правах оренди виступає за «Фортуну».

## Клубна кар'єра
Народився 6 травня 1992 року в місті Наґаока-кьо. Вихованець футбольної школи клубу «Гамба Осака».
Дебютував у професійному футболі 20 травня 2009 року в матчі Ліги чемпіонів проти «Сеула». Перебуваючи на той момент у віці 17 років та 14 днів, і забивши гол, Такасі побив відразу два рекорди клубу, що раніше належали Дзюніті Інамото. В 2010 році поступово завоював місце в стартовому складі і за підсумками сезону був визнаний кращим новачком Джей-ліги.

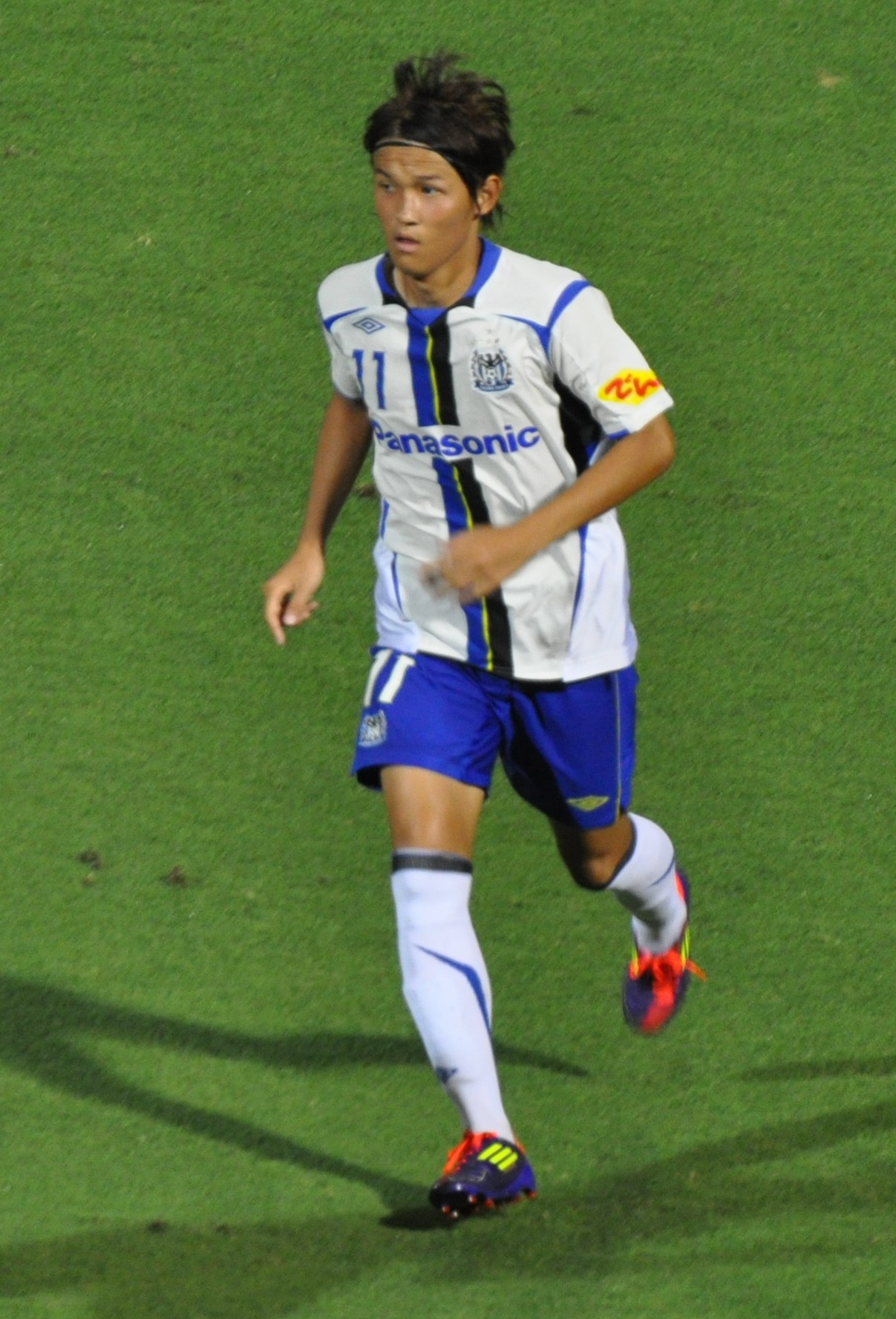
Такасі Усамі під час виступів за «Гамбу Осаку». 10 липня 2011 року.

Хороша гра Усамі привернула до нього інтерес з боку мюнхенської «Баварії» в січні 2011 року. Тренер «Баварії» Луї ван Гал заявив, що клуб уважно стежить за виступами юного футболіста і зацікавлений у його підписанні. У середині липня 2011 року «Баварія», коли головним тренером мюнхенців вже був Юпп Гайнкес, взяла Усамі в оренду на 1 сезон з правом подальшого викупу. Всього за сезон він зіграв за першу команду лише 5 матчів в усіх турнірах і забив один гол у матчі Кубка Німеччини проти клубу «Інгольштадт 04» (6:0). Натомість більшість часу японець виступав у Регіоналлізі, забивши там 6 голів у 18 матчах.
По завершенні сезону мюнхенці не стали викупати трансфер гравця і 17 травня 2012 року Усамі на правах оренди приєднався до «Гоффенхайму». За сезон Усамі зіграв у 20 матчах Бундесліги і забив два голи, проте по завершенні оренди «синьо-білі» також не стали викупати трансфер японця.
В підсумку влітку 2013 року Такасі повернувся до «Гамби Осаки» і в тому ж сезоні забив 19 голів у 18 матчах чемпіонату і допоміг команді виграти другий дивізіон Джей-ліги та повернутись в еліту. А наступному сезоні Усамі з клубом виграв «золотий требл» — чемпіонат, кубок і кубок ліги, а у сезоні 2015 — Кубок Імператора і Суперкубок Японії. При цьому в обох цих сезонах Такасі був включений до символічної збірної Джей-ліги. Загалом Усамі відіграв за команду з Осаки шість сезонів своєї ігрової кар'єри, взявши участь у 138 матчах чемпіонату (43 матчі і 11 голів до оренд у Німеччині та 95 матчів і 53 голи — після).
Влітку 2016 року Усамі повернувся до Німеччини, підписавши чотирирічний контракт з «Аугсбургом». Не закріпившись у складі клубу, влітку 2017 року був відданий в оренду в «Фортуну» (Дюссельдорф), якій допоміг зайняти 1 місце у Другій Бундеслізі та вийти у елітний німецький дивізіон.

## Виступи за збірні
2007 року дебютував у складі юнацької збірної Японії, разом з якою був учасником юнацького чемпіонату світу 2009 року та Юнацького (U-19) кубка Азії 2010 року.
З 2011 року залучався до складу олімпійської збірної Японії, у складі якої 2012 року був учасником Турніру в Тулоні та Олімпійських ігор у Лондоні.
31 березня 2015 року дебютував в офіційних матчах у складі національної збірної Японії у товариському матчі зі збірною Узбекистану, в якому відразу відзначився забитим голом. У складі якої був учасником чемпіонату світу 2018 року у Росії.
Наразі провів у формі головної команди країни 21 матч, забивши 3 голи.

## Досягнення

### Командні
Гамба Осака
- Джей-ліга
  -  Чемпіон (1): 2014
  -  Срібний призер (2): 2010, 2015

- Кубок Джей-ліги
  -  Володар (1): 2014
  -  Фіналіст (1): 2015

- Кубок Імператора
  -  Володар (3): 2009, 2014, 2015

- Суперкубок Японії
  -  Володар (2): 2007, 2015
  -  Фіналіст (3): 2009, 2010, 2016

- Джей-ліга 2
  -  Чемпіон (1): 2013

Баварія
- Чемпіонат Німеччини
  -  Срібний призер (2): 2011/12

- Ліга чемпіонів УЄФА
  -  Фіналіст (1): 2011/12

### Індивідуальні
- Новачок року Джей-ліги: 2010
- У символічній збірній Джей-ліги: 2014, 2015
- J. League Cup New Hero Award: 2014
- Найкращий бомбардир Кубка Імператора: 2014 (6 голів)